# Antonio Possevino
Antonio Possevino (n. 12 iulie 1533, Mantova - d. 26 februarie 1611, Ferrara) a fost un preot iezuit italian, teolog, autor spiritual și polemic. Este cunoscut mai cu seamă pentru misiunile diplomatice întreprinse ca legat pontifical în țări din Scandinavia și Europa de Răsărit. A fost mediator între regele Ștefan Báthory și țarul Ivan cel Groaznic în anul 1582.

## Tinerețea și formarea
După finalizarea studiilor secundare la Mantova, Possevino merge la Roma (1550) unde frecventează cercuri intelectuale. Cardinalul Ercole Gonzaga îl ia ca secretar și preceptor al nepoților săi, Francesco și Scipione. Împreună cu ei călătorește și urmează cursuri de filosofie la Padova (1557) și la Napoli (1559).
În iulie 1559 era din nou la Padova. Predicile lui Benedetto Palmio îi schimbă viața și-l îndreaptă spre vocația religioasă. Prietenia cu Gagliardi îl conduce în Compania lui Isus. Amândoi sunt admiși la 29 septembrie 1559, la Roma, de către Diego Lainez. După câteva săptămâni de noviciat urmează studii teologice la Colegiul Roman. Și-a întrerupt studiile întrucât a fost trimis (1560) de către Lainez la vechiul său protector, ducele Emmanuel-Philibert, pentru a obține o susținere financiară necesară fondării unui colegiu în Piemont.

## În Transilvania
Papa Grigore al XIII-lea, inițiatorul calendarului gregorian, i-a încredințat medierea împăcării dintre împăratul Rudolf al II-lea și Ștefan Báthory. Principalul punct litigios era legat de stăpânirea cetății Sătmarului. Negocierile s-au desfășurat la Cașovia. Regele Báthory l-a însărcinat ca în drum spre Cașovia să treacă prin Transilvania, spre a negocia înființarea unui colegiu iezuit la Cluj, ce va deveni nucleul Universității din Cluj. Datorită prestigiului lui Ștefan Báthory, care își păstrase titlul de principe al Transilvaniei, Possevino a obținut autorizarea colegiului din partea administrației transilvănene, care era condusă de înalți funcționari, în majoritate protestanți. Tot Possevino l-a convins pe Ștefan Báthory să nu mai aștepte sosirea iezuiților de la Universitatea din Padova la colegiul clujean, ci să trimită 11 profesori iezuiți de la Universitatea din Vilnius (înființată tot de Ștefan Báthory), în frunte cu fostul rector Jakub Wujek, care a devenit primul rector al Universității din Cluj.
Raportul său întocmit cu această ocazie, intitulat Transilvania, a fost editat de istoricul Andrei Veress în anul 1913 și reeditat de mai multe ori. Publicarea raportului lui Possevino a iscat o polemică între profesorii Nicolae Iorga și Zenovie Pâclișanu pe marginea existenței unui mitropolit român la Alba Iulia înainte de Mihai Viteazul.

### Enciclopedist și bibliograf
După moartea protectorului său Ștefan Báthory în anul 1586, Possevino a fost retras din serviciul diplomatic de către generalul iezuit Claudio Acquaviva. I s-a interzis prezența la Roma, din cauza implicării sale politice, și a fost exilat pe teritoriul venețian. Possevino s-a stabilit la Padova, unde a continuat să conducă exercițiile spirituale ignațiene, influențând astfel vocația episcopului și sfântului Francisc de Sales, ce era acolo student la drept. În cele din urmă, a inițiat la Padova proiectul științific de asamblare și organizare a bibliotecii de învățături catolico-ortodoxe pe care le va aduna în enciclopedia Bibliotheca selecta (1593), dedicată papei  Clement al VIII-lea și regelui Sigismund al III-lea Vasa. Secțiunile sale au fost examinate cu atenție de către cei mai importanți profesori ai Colegiului Roman precum Christopher Clavius și Robert Bellarmin. Compendiul teologic Apparatus Sacer (1603–1606) a apărut un deceniu mai târziu la Veneția. În decursul anilor 1590, în timp ce era ocupat cu activitatea de bibliograf, el a fost activ și în activitatea pastorală în orașul natal Mantua și la curtea ducelui Vincenzo Gonzaga. Două misiuni cu privire la statutul iezuiților în Franța l-au readus în contact cu regele Henric al IV-lea al Franței.

## Scrieri
- Trattato del santissimo sacrificio dell'altare detto messa, Lyon, 1563.., cu titlul mai scurt: Dell sacrificia della Messa (Lyon, 1563)
- Il soldato cristiano, Roma, 1569.
- De necessitate et utilitate docendi catholici catechismi, Cracovia, 1583.
- Transilvania, Roma, 1584 (manuscris adresat papei Gregor al XIII-lea), editat de Andreas Veress, Cluj, 1913: Volum digitalizat de Biblioteca Universității din Toronto; extrase în română: Orașele sașilor, Ținutul Secuiesc, Despre români.
- Moscovia, Vilna / Vilnius, 1586.
- Notæ verbi Dei et Apostolicæ Ecclesiæ, Posen, 1586.
- Iudicium de Nuae militis scriptis, Roma, 1592. (Iudicium de Nuae scriptis - Google Books)
- Bibliotheca selecta, Roma, 1593.
- Apparatus ad omnium gentium historiam, Venezia, 1597.(Antonii Possevini Apparatus ad … - Google Books)
- Apparatus sacer ad scriptores Veteris et Novi Testamenti, Venezia, 1603.

Scrieri polemice
- Risposta a Pietro Vireto, Nicolo Balbiani e a due altri heretici, Avignon, 1566.
- Notæ verbi Dei et Apostolicæ Ecclesiæ, Posen, 1586.
- Nuova risposta di Giovanni Filoteo d'Asti, Bologna, 1607.
- Risposto del Sig. Paolo Anafesto, Bologna, 1607.

## Galerie de imagini

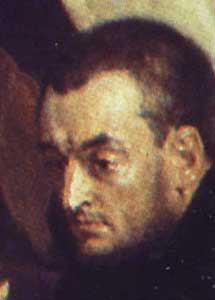
Antonio Possevino, detaliu din pictura monumentală a lui Jan Matejko (1872)
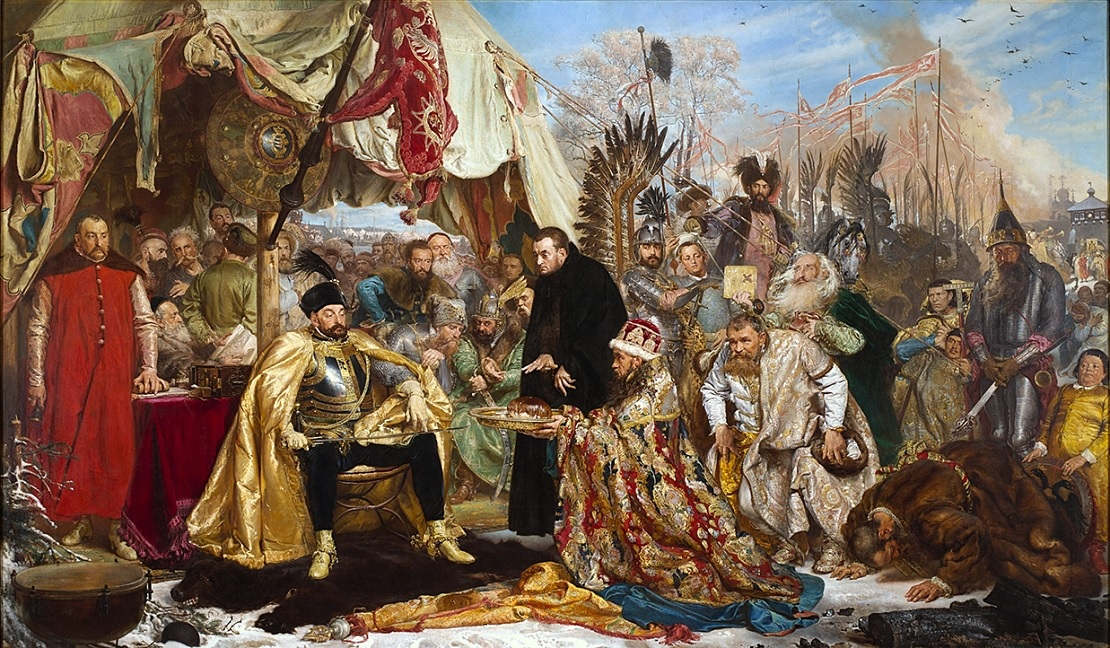
„Regele Ștefan Báthory la Pskov”, pictură de Jan Matejko. Báthory este flancat de cancelarul Jan Zamoyski (în roșu) și de Antonio Possevino (în negru)